# Cordosphaeridium
Cordosphaeridium is een geslacht in de taxonomische indeling van de Myzozoa, een stam van microscopische parasitaire dieren. Cordosphaeridium werd in 1963 ontdekt door Eisenack.